# Asplundia microphylla
Asplundia microphylla là một loài thực vật có hoa trong họ Cyclanthaceae. Loài này được (Oerst.) Harling miêu tả khoa học đầu tiên năm 1954.